# Goggia rupicola
Espèce
Statut de conservation UICN

 LC  : Préoccupation mineure
Synonymes
- Phyllodactylus lineatus rupicolus Fitzsimons, 1938

Goggia rupicola est une espèce de geckos de la famille des Gekkonidae.

## Répartition
Cette espèce est endémique du Cap-Occidental en Afrique du Sud.

## Étymologie
Le nom spécifique de cette espèce, rupicola, vient du latin rupes qui signifie « pierre » en référence à l'habitat de ce reptile.

## Publication originale
- FitzSimons, 1938 : Transvaal Museum Expedition to South-West Africa and Little Namaqualand, May to August 1937 - Reptiles and Amphibians. Annals of the Transvaal Museum, vol. 19, no 2, p. 153-209 (texte intégral).